# Jean-Roch Coignet
Jean-Roch Coignet (Druyes-les-Belles-Fontaines, 1 de agosto de 1776-Auxerre, 10 de diciembre de1865) fue un militar francés recordado como el capitán Coignet, 

## Biografía

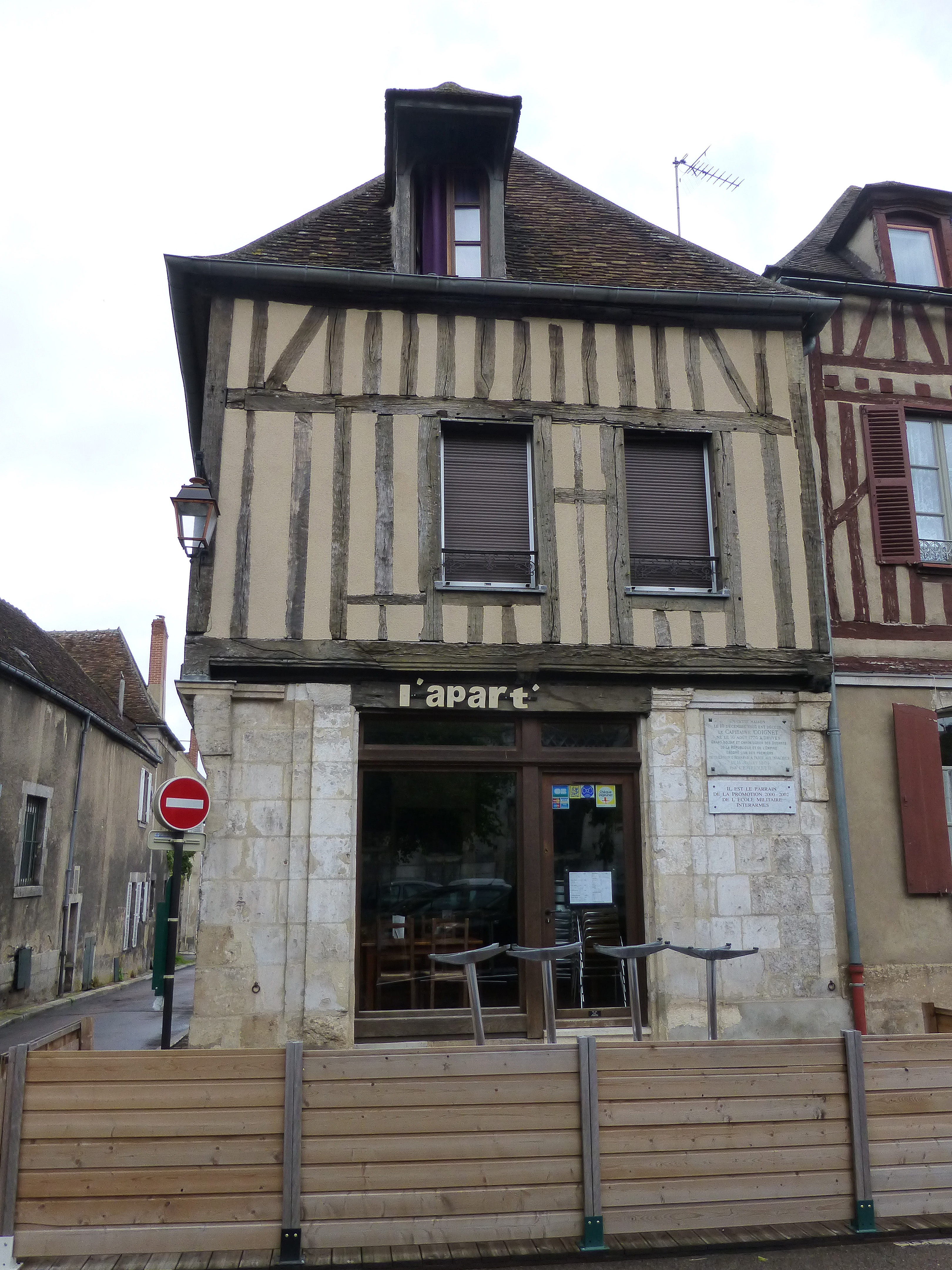
Casa de Auxerre donde murió Coignet, en 1865.

Jean-Roch Coignet nació en Druyes-les-Belles-Fontaines, el 15 de agosto de 1776, hijo de un posadero. Ingresa en el ejército en 1799. 
Hasta Waterloo (1815), Coignet participó en todas las campañas habidas en los tiempos del Consulado y del Primer Imperio. Estuvo presente en las batallas o combates siguientes: Montebello (1800), donde es premiado con el fusil de honor, Marengo (1800); Ulm, Austerlitz (1805); Jena, Eylau, toma de Berlín (1806-1807); Somosierra, toma de Madrid (1808); Eckmühl, Essling, Wagram (1809); Smolensko, batalla del río Moscova (1812); Lützen, Bautzen, Dresde, Hanau (1813); campaña de Francia (1814) (14 combates y batallas) y Waterloo (1815). Jean-Roch Coignet terminó su carrera como capitán de la Guardia Imperial y Oficial de la Legión de Honor. Habiendo participado en dieciséis campañas y cuarenta y ocho batallas, sorprendentemente, nunca fue herido. Caballero desde el 25 de Pradial XII, promovido agente de la ley durante los Cien Días, no se le permitió oficialmente portar esta última condecoración hasta 1847 (por la orden de 1831 sobre condecoraciones adjudicadas durante los Cien días).
Retirado en Auxerre, Jean-Roch Coignet comienza a escribir sus recuerdos después del fallecimiento de su esposa, sobrevenido en agosto de 1848. Fueron publicadas en Auxerre, entre 1851 y 1853, con el título Aux vieux de la vieille. Jean-Roch Coignet murió en Auxerre el 10 de diciembre de 1865.

## Sus memorias

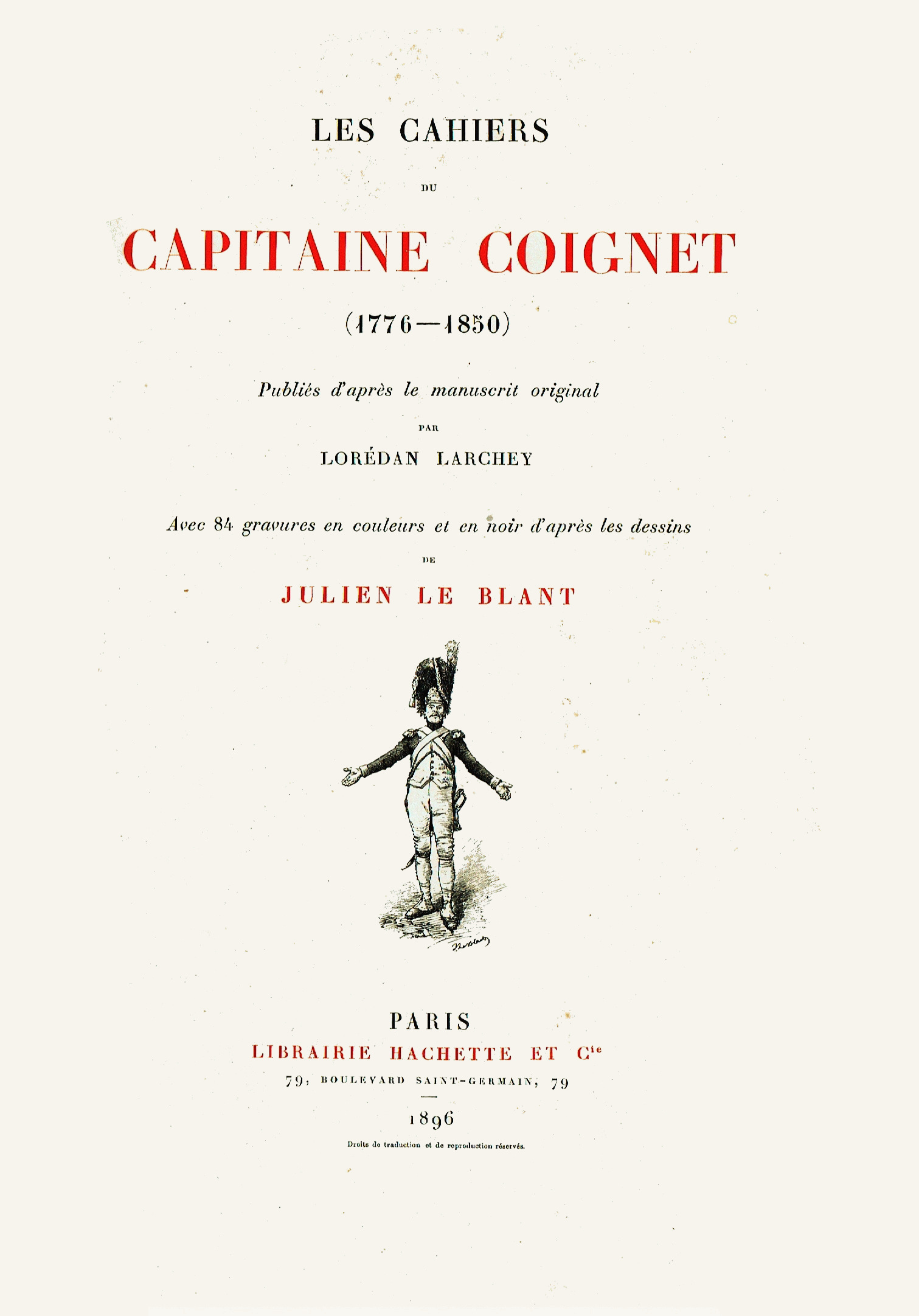
Portada de sus memorias en la edición de 1896.

La primera tirada de sus memorias, de 500 ejemplares, fue personalmente vendida por Coignet. Estos apuntes están escritos en un francés coloquial. Coignet aprendió a leer y escribir de mayor, hacia 1808, entre las batallas de Friedland y Wagram. En 1883, un erudito, Lorédan Larchey, revisando el estilo del autor, publica largos extractos de Aux vieux de la vieille con el título Les cahiers du capitaine Coignet. El éxito fue inmediato. Las memorias fueron reeditadas varias veces pero la primera edición completa no fue publicada hasta 1968 (Hachette) por el académico Jean Mistler, que añade un interesante prefacio. Sus memorias dan un vivo testimonio, variado, a veces cuestionable, de las guerras napoleónicas que ha contribuido a engrandecer la leyenda napoleónica.

## Homenajes
Una plaza lleva su nombre en la villa de Coulommiers. Un colegio lleva su nombre en Courson les carrières. Fue elegido padrino de la 40 promoción de la Ecole Militaire Inter-armes (2000-2002). Una asociación de recreaciones de hechos históricos, que acostumbra a recrear la batalla de Austerlitz, lleva su nombre.